# Polygala sinisica
Polygala sinisica (лат.) — травянистое многолетнее растение, вид рода Истод (Polygala) семейства Истодовые (Polygalaceae), эндемик Сардинии.

## Ботаническое описание
Polygala sinisica — многолетнее растение с прямостоячими или почти прямостоячими стеблями длиной 15-20 (до 30) см. Жёсткие гибкие стебли либо гладкие, либо слегка опушённые, от ланцетных до линейных, чередующихся листьев. В соцветиях по 15-20 цветков на коротких цветоносах, сгруппированных в пучки на концах стеблей. Венчик зигоморфный (асимметричный): три чашелистика маленькие и опушённые, а два других напоминают крылья эллиптической формы. Розовые или голубоватые лепестки длиной 11-12 мм. Цветёт в феврале и марте. Плоды несут опушённые семена с очень короткой строфиолой.

## Распространение и местообитание
Polygala sinisica — эндемик Сардинии, встречается только в одной популяции, покрывающей площадь около 1,6 га на закрытом участке вдоль побережья полуострова Синис (Центрально-Западная Сардиния). Популяция в 2017 году включала около 70 растений (из них 45 взрослых). Вид растёт в жарких и сухих климатических условиях на известняковом склоне холма в ксерофильных средиземноморских растительных сообществах с преобладанием колючих или ароматных вечнозелёных карликовых кустарников. Polygala sinisica растёт в одном сообществе с другими эндемиками Сардинии, такими как Arum pictum, Genista corsica, Ornithogalum biflorum, Bellium bellidioides и Romulea requienii, и встречается вместе с несколькими другими видами, представляющими большой фитогеографический интерес, которые также очень редки по всей Италии, например, Helianthemum caput-felis, Viola arborescens и Coris monspeliensis.

## Охранный статус
Международный союз охраны природы классифицирует природоохранный статус вида как «находящийся на грани полного исчезновения».